# Nepenthes cincta
Nepenthes cincta este o specie de plante carnivore din genul Nepenthes, familia Nepenthaceae, ordinul Caryophyllales, descrisă de Maxwell Tylden Masters. Conform Catalogue of Life specia Nepenthes cincta nu are subspecii cunoscute.

## Galerie de imagini

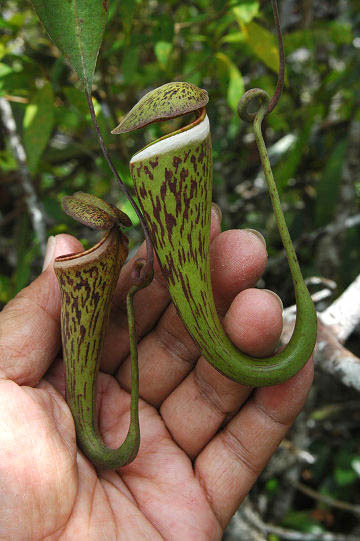
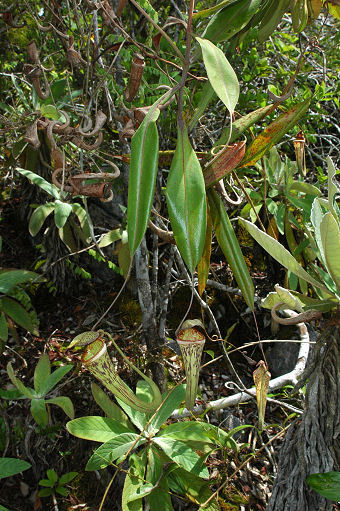
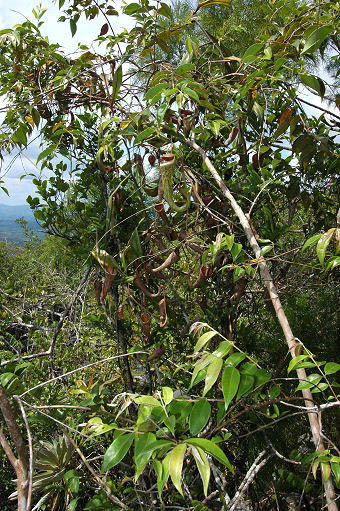
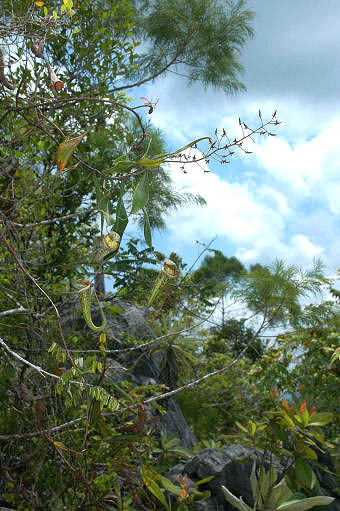
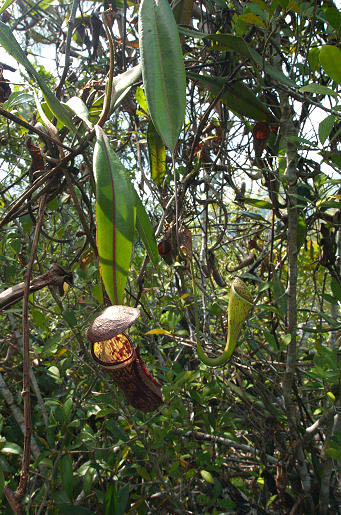
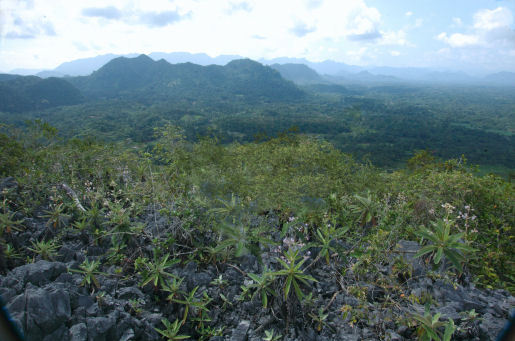